# La course by Le Tour de France 2018
La 5e édition de La course by Le Tour de France a lieu le 17 juillet 2018. Elle fait partie de l'UCI World Tour féminin 2018. Elle est organisée par Amaury Sport Organisation tout comme le Tour de France. Elle est remportée par la Néerlandaise Annemiek van Vleuten.

## Parcours
Le parcours s'élance d'Annecy. Le départ réel est donné des bords du lac d'Annecy à Duingt. Les cols de Romme et de la Colombière sont empruntés. L'arrivée est jugée au Grand-Bornand. 118 km sont au programme.

### Équipes
| Équipes féminines professionnelles (20)- Alé Cipollini - Astana Women's - Bepink - Boels Dolmans - BTC City Ljubljana - Canyon-SRAM Racing - Cervélo Bigla - Cylance - FDJ-Nouvelle Aquitaine-Futuroscope - Lotto Soudal Ladies - Mitchelton-Scott - Movistar Team - Sunweb - Tibco-Silicon Valley Bank - Trek-Drops - Unitedhealthcare Pro Cycling Team - Valcar PBM - Virtu - WaowDeals - Wiggle High5 |
| |

## Favorites
Les principales protagonistes du Tour d'Italie sont présentes. C'est-à-dire : Annemiek van Vleuten, Amanda Spratt, Ashleigh Moolman, Megan Guarnier, Lucinda Brand et Katarzyna Niewiadoma. La vainqueur sortante est également au départ, tout comme Pauline Ferrand-Prévot.

## Récit de course
La première attaque vient de Carolina Rodriguez dans le col de Bluffy, au kilomètre dix-neuf. La première échappée part à Saint-Jean-de-Sixt avec : Lotta Lepistö, Malgorzata Jasinska, Leah Kirchmann, Anna Christian et Leah Thomas. Leur avance est de quarante secondes au kilomètre quarante-sept. Shara Gillow part alors en poursuite. Peu après, Anna Christian n'arrive plus à suivre les autres échappées. L'avance du groupe atteint deux minutes, avec Gillow et Christian intercallées. Les formations UnitedHealthcare, Alé Cipollini, Sunweb et Canyon-SRAM accélèrent dans le col de Romme. En tête, Leah Thomas part seule à sept kilomètres du sommet. Leah Kirchmann la suit un peu plus loin. À quatre kilomètres du sommet, Cecilie Uttrup Ludwig attaque. Elle revient sur la tête de course. Amanda Spratt place également une attaque, mais sans succès. Ludwig passe le col en tête avec trente secondes d'avance sur le groupe des favorites. Son avance atteint une minute trente au kilomètre quatre-vingt-dix. Mavi Garcia accélère dans les premières pentes du col de la Colombière, mais elle est contrée par Anna van der Breggen, Ashleigh Moolman et Annemiek van Vleuten. Lucinda Brand fait la jonction un moment, mais doit finalement lâcher. Elles reprennent Cecilie Uttrup Ludwig à un kilomètre et demi du sommet. Ashleigh Moolman attaque alors, mais les autres ne la laissent pas partir. Anna van der Breggen accélère à son tour et passe au sommet avec dix secondes d'avance sur Annemiek van Vleuten et vingt sur la Sud-Africaine. L'écart reste constant dans la descente. Anna van der Breggen semble partie pour s'imposer, mais Annemiek van Vleuten revient dans les tout derniers mètres pour la devancer.

## Classement final

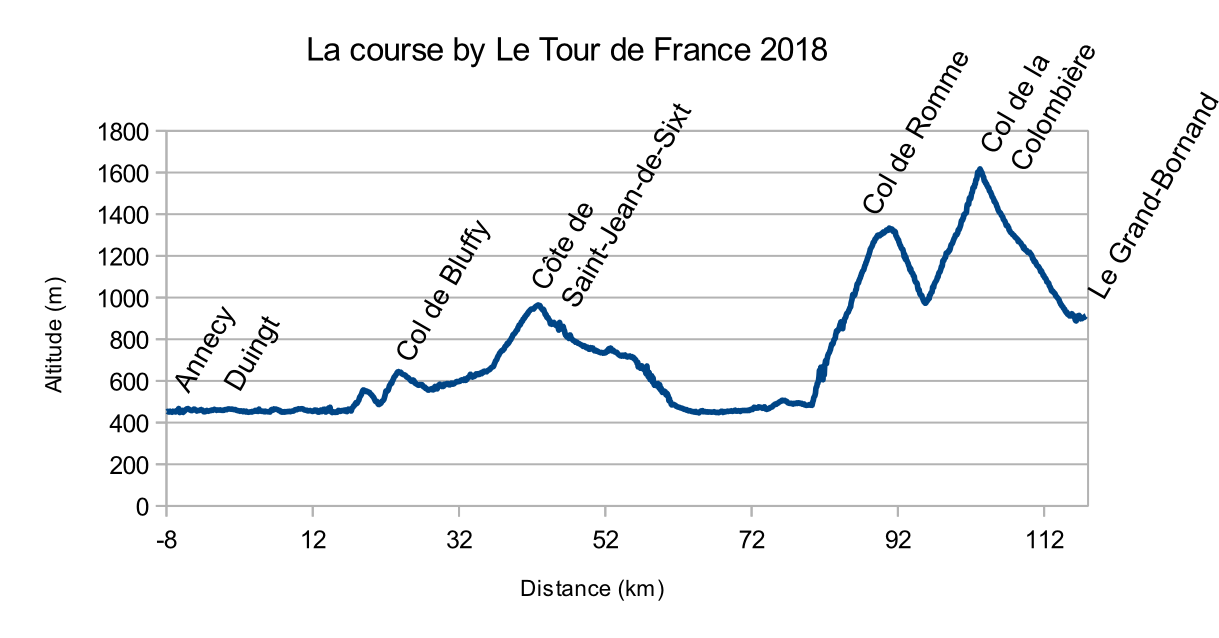
Profil de la course.

| \| Classement général \| Classement général \| Classement général \| Classement général \| Classement général \| \| Coureuse \| Coureuse \| Pays \| Équipe \| Temps \| \| ------------------ \| --------------------- \| ------------------ \| ----------------------------- \| ------------------ \| \| 1re \| Annemiek van Vleuten \| Pays-Bas \| Mitchelton-Scott \| 3 h 20 min 43 s \| \| 2e \| Anna van der Breggen \| Pays-Bas \| Boels Dolmans \| + 1 s \| \| 3e \| Ashleigh Moolman \| Afrique du Sud \| Cervélo Bigla \| + 1 min 22 s \| \| 4e \| Cecilie Uttrup Ludwig \| Danemark \| Cervélo Bigla \| + 1 min 58 s \| \| 5e \| Megan Guarnier \| États-Unis \| Boels Dolmans \| + 2 min 19 s \| \| 6e \| Katarzyna Niewiadoma \| Pologne \| Canyon-SRAM Racing \| + 2 min 19 s \| \| 7e \| Katie Hall \| États-Unis \| UnitedHealthcare Women's Team \| + 2 min 22 s \| \| 8e \| Amanda Spratt \| Australie \| Mitchelton-Scott \| + 2 min 22 s \| \| 9e \| Ane Santesteban \| Espagne \| Alé Cipollini \| + 2 min 24 s \| \| 10e \| Erica Magnaldi \| Italie \| Bepink \| + 2 min 24 s \| |                       |                |                               |                 |
| |                       |                |                               |                 |
| Source : ProCyclingStats |                       |                |                               |                 |
| Classement général |                       |                |                               |                 |
| Coureuse | Coureuse              | Pays           | Équipe                        | Temps           |
| 1re | Annemiek van Vleuten  | Pays-Bas       | Mitchelton-Scott              | 3 h 20 min 43 s |
| 2e | Anna van der Breggen  | Pays-Bas       | Boels Dolmans                 | + 1 s           |
| 3e | Ashleigh Moolman      | Afrique du Sud | Cervélo Bigla                 | + 1 min 22 s    |
| 4e | Cecilie Uttrup Ludwig | Danemark       | Cervélo Bigla                 | + 1 min 58 s    |
| 5e | Megan Guarnier        | États-Unis     | Boels Dolmans                 | + 2 min 19 s    |
| 6e | Katarzyna Niewiadoma  | Pologne        | Canyon-SRAM Racing            | + 2 min 19 s    |
| 7e | Katie Hall            | États-Unis     | UnitedHealthcare Women's Team | + 2 min 22 s    |
| 8e | Amanda Spratt         | Australie      | Mitchelton-Scott              | + 2 min 22 s    |
| 9e | Ane Santesteban       | Espagne        | Alé Cipollini                 | + 2 min 24 s    |
| 10e | Erica Magnaldi        | Italie         | Bepink                        | + 2 min 24 s    |

### UCI World Tour

#### Points attribués
| Position           | 1er | 2e  | 3e  | 4e  | 5e | 6e | 7e | 8e | 9e | 10e | 11e | 12e | 13e | 14e | 15e | 16e à 30e | 31e à 40e |
| Classement général | 200 | 150 | 125 | 100 | 85 | 70 | 60 | 50 | 40 | 35  | 30  | 25  | 20  | 15  | 10  | 5         | 3         |

| Classement par points | Classement par points | Classement par points | Classement par points | Classement par points |
| Coureuse              | Coureuse              | Pays                  | Équipe                | Points                |
| --------------------- | --------------------- | --------------------- | --------------------- | --------------------- |
| 1re                   | Anna van der Breggen  | Pays-Bas              | Boels Dolmans         | 1127 pts              |
| 2e                    | Annemiek van Vleuten  | Pays-Bas              | Mitchelton-Scott      | 1077 pts              |
| 3e                    | Amanda Spratt         | Australie             | Mitchelton-Scott      | 1008 pts              |
| 4e                    | Ashleigh Moolman      | Afrique du Sud        | Cervélo Bigla         | 914 pts               |
| 5e                    | Katarzyna Niewiadoma  | Pologne               | Canyon-SRAM Racing    | 731 pts               |
| 6e                    | Amy Pieters           | Pays-Bas              | Boels Dolmans         | 609 pts               |
| 7e                    | Marianne Vos          | Pays-Bas              | WaowDeals             | 580 pts               |
| 8e                    | Jolien D'Hoore        | Belgique              | Mitchelton-Scott      | 575 pts               |
| 9e                    | Chantal Blaak         | Pays-Bas              | Boels Dolmans         | 543 pts               |
| 10e                   | Megan Guarnier        | États-Unis            | Boels Dolmans         | 497 pts               |

| Classement par points | Classement par points | Classement par points | Classement par points | Classement par points |
| Coureuse              | Coureuse              | Pays                  | Équipe                | Points                |
| --------------------- | --------------------- | --------------------- | --------------------- | --------------------- |
| 1re                   | Anna van der Breggen  | Pays-Bas              | Boels Dolmans         | 1127 pts              |
| 2e                    | Annemiek van Vleuten  | Pays-Bas              | Mitchelton-Scott      | 1077 pts              |
| 3e                    | Amanda Spratt         | Australie             | Mitchelton-Scott      | 1008 pts              |
| 4e                    | Ashleigh Moolman      | Afrique du Sud        | Cervélo Bigla         | 914 pts               |
| 5e                    | Katarzyna Niewiadoma  | Pologne               | Canyon-SRAM Racing    | 731 pts               |
| 6e                    | Amy Pieters           | Pays-Bas              | Boels Dolmans         | 609 pts               |
| 7e                    | Marianne Vos          | Pays-Bas              | WaowDeals             | 580 pts               |
| 8e                    | Jolien D'Hoore        | Belgique              | Mitchelton-Scott      | 575 pts               |
| 9e                    | Chantal Blaak         | Pays-Bas              | Boels Dolmans         | 543 pts               |
| 10e                   | Megan Guarnier        | États-Unis            | Boels Dolmans         | 497 pts               |

| Classement du meilleur jeune | Classement du meilleur jeune | Classement du meilleur jeune | Classement du meilleur jeune | Classement du meilleur jeune |
| Coureuse                     | Coureuse                     | Pays                         | Équipe                       | Points                       |
| ---------------------------- | ---------------------------- | ---------------------------- | ---------------------------- | ---------------------------- |
| 1re                          | Sofia Bertizzolo             | Italie                       | Astana Women's Team          | 36 pts                       |
| 2e                           | Liane Lippert                | Allemagne                    | Sunweb                       | 14 pts                       |
| 3e                           | Jeanne Korevaar              | Pays-Bas                     | WaowDeals                    | 14 pts                       |

| Classement du meilleur jeune | Classement du meilleur jeune | Classement du meilleur jeune | Classement du meilleur jeune | Classement du meilleur jeune |
| Coureuse                     | Coureuse                     | Pays                         | Équipe                       | Points                       |
| ---------------------------- | ---------------------------- | ---------------------------- | ---------------------------- | ---------------------------- |
| 1re                          | Sofia Bertizzolo             | Italie                       | Astana Women's Team          | 36 pts                       |
| 2e                           | Liane Lippert                | Allemagne                    | Sunweb                       | 14 pts                       |
| 3e                           | Jeanne Korevaar              | Pays-Bas                     | WaowDeals                    | 14 pts                       |

| Classement par équipes aux points | Classement par équipes aux points | Classement par équipes aux points | Classement par équipes aux points |
| Équipe                            | Équipe                            | Pays                              | Points                            |
| --------------------------------- | --------------------------------- | --------------------------------- | --------------------------------- |
| 1re                               | Boels Dolmans                     | Pays-Bas                          | 3205 pts                          |
| 2e                                | Mitchelton-Scott                  | Australie                         | 3019 pts                          |
| 3e                                | Canyon-SRAM Racing                | Allemagne                         | 1682 pts                          |
| 4e                                | Sunweb                            | Pays-Bas                          | 1503 pts                          |
| 5e                                | Cervélo Bigla                     | Danemark                          | 1443 pts                          |
| 6e                                | WaowDeals                         | Pays-Bas                          | 1334 pts                          |
| 7e                                | Alé Cipollini                     | Italie                            | 1209 pts                          |
| 8e                                | Wiggle High5                      | Royaume-Uni                       | 1063 pts                          |
| 9e                                | Astana Women's                    | Kazakhstan                        | 572 pts                           |
| 10e                               | Cylance                           | États-Unis                        | 502 pts                           |

| Classement par équipes aux points | Classement par équipes aux points | Classement par équipes aux points | Classement par équipes aux points |
| Équipe                            | Équipe                            | Pays                              | Points                            |
| --------------------------------- | --------------------------------- | --------------------------------- | --------------------------------- |
| 1re                               | Boels Dolmans                     | Pays-Bas                          | 3205 pts                          |
| 2e                                | Mitchelton-Scott                  | Australie                         | 3019 pts                          |
| 3e                                | Canyon-SRAM Racing                | Allemagne                         | 1682 pts                          |
| 4e                                | Sunweb                            | Pays-Bas                          | 1503 pts                          |
| 5e                                | Cervélo Bigla                     | Danemark                          | 1443 pts                          |
| 6e                                | WaowDeals                         | Pays-Bas                          | 1334 pts                          |
| 7e                                | Alé Cipollini                     | Italie                            | 1209 pts                          |
| 8e                                | Wiggle High5                      | Royaume-Uni                       | 1063 pts                          |
| 9e                                | Astana Women's                    | Kazakhstan                        | 572 pts                           |
| 10e                               | Cylance                           | États-Unis                        | 502 pts                           |

## Liste des participantes
| Légende | Légende                                                                      | Légende | Légende                                                    |
| ------- | ---------------------------------------------------------------------------- | ------- | ---------------------------------------------------------- |
| Num     | Dossard de départ porté par le coureur sur cette Course by Le Tour de France | Pos     | Position à l'arrivée de la course                          |
|         | Indique un maillot de champion national ou mondial, suivi de sa spécialité   | NP      | Indique un coureur qui n'a pas pris le départ de la course |
| AB      | Indique un coureur qui n'a pas terminé la course                             | HD      | Indique un coureur qui a terminé la course hors des délais |

| Mitchelton-Scott MTS              | Mitchelton-Scott MTS | Mitchelton-Scott MTS |
| --------------------------------- | -------------------- | -------------------- |
| Num                               | Coureur              | Pos                  |
| 1                                 | Annemiek Van Vleuten | 1er                  |
| 2                                 | Jessica Allen        | AB                   |
| 3                                 | Jenelle Crooks       | HD                   |
| 5                                 | Sarah Roy            | HD                   |
| 6                                 | Amanda Spratt        | 8e                   |
| Directeur sportif : Martin Vestby |                      |                      |

| Boels-Dolmans DLT              | Boels-Dolmans DLT         | Boels-Dolmans DLT |
| ------------------------------ | ------------------------- | ----------------- |
| Num                            | Coureur                   | Pos               |
| 11                             | Chantal Blaak (route)     | 58e               |
| 12                             | Karol-Ann Canuel          | 43e               |
| 13                             | Megan Guarnier            | 5e                |
| 14                             | Christine Majerus (route) | 23e               |
| 15                             | Amy Pieters               | 59e               |
| 16                             | Anna van der Breggen      | 2e                |
| Directeur sportif : Danny Stam |                           |                   |

| Wiggle High5 WHT               | Wiggle High5 WHT     | Wiggle High5 WHT |
| ------------------------------ | -------------------- | ---------------- |
| Num                            | Coureur              | Pos              |
| 21                             | Eri Yonamine (route) | HD               |
| 22                             | Elinor Barker        | HD               |
| 23                             | Grace Brown          | 21e              |
| 24                             | Grace Garner         | AB               |
| 25                             | Lucy Garner          | AB               |
| 26                             | Macey Stewart        | AB               |
| Directeur sportif : Kim Palmer |                      |                  |

| FDJ-Nouvelle Aquitaine-Futuroscope FDJ | FDJ-Nouvelle Aquitaine-Futuroscope FDJ | FDJ-Nouvelle Aquitaine-Futuroscope FDJ |
| -------------------------------------- | -------------------------------------- | -------------------------------------- |
| Num                                    | Coureur                                | Pos                                    |
| 31                                     | Shara Gillow                           | 22e                                    |
| 32                                     | Charlotte Bravard                      | HD                                     |
| 33                                     | Eugénie Duval                          | 28e                                    |
| 34                                     | Maëlle Grossetête                      | HD                                     |
| 35                                     | Victorie Guilman                       | 38e                                    |
| 36                                     | Rozanne Slik                           | 60e                                    |
| Directeur sportif : Nicolas Maire      |                                        |                                        |

| Team TIBCO-SVB TIB                | Team TIBCO-SVB TIB      | Team TIBCO-SVB TIB |
| --------------------------------- | ----------------------- | ------------------ |
| Num                               | Coureur                 | Pos                |
| 41                                | Brodie Chapman          | 14e                |
| 42                                | Kathryn Buss            | HD                 |
| 43                                | Alice Cobb              | HD                 |
| 44                                | Ingrid Drexel           | HD                 |
| 45                                | Emma Grant              | 45e                |
| 46                                | Shannon Malseed (route) | HD                 |
| Directeur sportif : Edward Beamon |                         |                    |

| WaowDeals WAD                         | WaowDeals WAD        | WaowDeals WAD |
| ------------------------------------- | -------------------- | ------------- |
| Num                                   | Coureur              | Pos           |
| 51                                    | Sabrina Stultiens    | 57e           |
| 52                                    | Jeanne Korevaar      | 34e           |
| 53                                    | Anouska Koster       | 51e           |
| 54                                    | Riejanne Markus      | 49e           |
| 55                                    | Pauliena Rooijakkers | 16e           |
| 56                                    | Danielle Rowe        | 46e           |
| Directeur sportif : Jeroen Blijlevens |                      |               |

| BTC City Ljubljana BTC           | BTC City Ljubljana BTC | BTC City Ljubljana BTC |
| -------------------------------- | ---------------------- | ---------------------- |
| Num                              | Coureur                | Pos                    |
| 61                               | Eugenia Bujak          | AB                     |
| 62                               | Olena Pavlukhina       | HD                     |
| 63                               | Ursa Pintar            | 18e                    |
| 64                               | Mia Radotic            | AB                     |
| 65                               | Urška Žigart           | 27e                    |
| Directeur sportif : Gorazd Penko |                        |                        |

| Cervélo Bigla CBT                  | Cervélo Bigla CBT      | Cervélo Bigla CBT |
| ---------------------------------- | ---------------------- | ----------------- |
| Num                                | Coureur                | Pos               |
| 71                                 | Ashleigh Moolman-Pasio | 3e                |
| 72                                 | Nicole Hanselmann      | 55e               |
| 73                                 | Clara Koppenburg       | 30e               |
| 74                                 | Lotta Lepistö (route)  | HD                |
| 75                                 | Cecilie Uttrup Ludwig  | 4e                |
| 76                                 | Marie Vilmann          | HD                |
| Directeur sportif : Thomas Campana |                        |                   |

| Alé Cipollini ALE                     | Alé Cipollini ALE | Alé Cipollini ALE |
| ------------------------------------- | ----------------- | ----------------- |
| Num                                   | Coureur           | Pos               |
| 81                                    | Ane Santesteban   | 9e                |
| 83                                    | Daiva Tuslaite    | 50e               |
| 84                                    | Karlijn Swinkels  | AB                |
| 85                                    | Anna Trevisi      | AB                |
| Directeur sportif : Gulnara Fatkúlina |                   |                   |

| Sunweb SUN                          | Sunweb SUN            | Sunweb SUN |
| ----------------------------------- | --------------------- | ---------- |
| Num                                 | Coureur               | Pos        |
| 91                                  | Liane Lippert (route) | AB         |
| 92                                  | Lucinda Brand         | 11e        |
| 93                                  | Leah Kirchmann        | 20e        |
| 94                                  | Juliette Labous       | 37e        |
| 95                                  | Floortje Mackaij      | 48e        |
| 96                                  | Ruth Winder           | 61e        |
| Directeur sportif : Hans Timmermans |                       |            |

| Canyon-SRAM CSR                 | Canyon-SRAM CSR        | Canyon-SRAM CSR |
| ------------------------------- | ---------------------- | --------------- |
| Num                             | Coureur                | Pos             |
| 101                             | Pauline Ferrand-Prévot | AB              |
| 102                             | Elena Cecchini         | HD              |
| 103                             | Tanja Erath            | HD              |
| 104                             | Katarzyna Niewiadoma   | 6e              |
| 105                             | Leah Thorvilson        | AB              |
| 106                             | Trixi Worrack          | HD              |
| Directeur sportif : Ronny Lauke |                        |                 |

| Cylance CPC                        | Cylance CPC          | Cylance CPC |
| ---------------------------------- | -------------------- | ----------- |
| Num                                | Coureur              | Pos         |
| 111                                | Sheyla Gutierrez     | 39e         |
| 112                                | Jelena Eric (route)  | AB          |
| 113                                | Rossella Ratto       | 42e         |
| 114                                | Omer Shapira (route) | 19e         |
| Directeur sportif : Manel Lacambra |                      |             |

| BePink BPK                      | BePink BPK       | BePink BPK |
| ------------------------------- | ---------------- | ---------- |
| Num                             | Coureur          | Pos        |
| 121                             | Erica Magnaldi   | 10e        |
| 122                             | Letizia Borghesi | AB         |
| 123                             | Tatiana Guderzo  | HD         |
| 124                             | Nikola Noskova   | 12e        |
| 125                             | Katia Ragusa     | HD         |
| 126                             | Silvia Valsecchi | HD         |
| Directeur sportif : Walter Zini |                  |            |

| Astana Women's ASA               | Astana Women's ASA   | Astana Women's ASA |
| -------------------------------- | -------------------- | ------------------ |
| Num                              | Coureur              | Pos                |
| 131                              | Sofia Bertizzolo     | 35e                |
| 133                              | Blanca Moreno        | 53e                |
| 134                              | Carolina Rodríguez   | AB                 |
| 135                              | Natalya Saifutdinova | HD                 |
| 136                              | Lara Vieceli         | HD                 |
| Directeur sportif : Aldo Piccolo |                      |                    |

| Lotto Soudal Ladies LSL              | Lotto Soudal Ladies LSL | Lotto Soudal Ladies LSL |
| ------------------------------------ | ----------------------- | ----------------------- |
| Num                                  | Coureur                 | Pos                     |
| 141                                  | Anabelle Dreville       | 41e                     |
| 142                                  | Isabelle Beckers        | HD                      |
| 143                                  | Valerie Demey           | NP                      |
| 145                                  | Julie van de Velde      | 29e                     |
| 146                                  | Kelly van den Steen     | 47e                     |
| Directeur sportif : Liesbet De Vocht |                         |                         |

| UnitedHealthcare Women's UHC         | UnitedHealthcare Women's UHC | UnitedHealthcare Women's UHC |
| ------------------------------------ | ---------------------------- | ---------------------------- |
| Num                                  | Coureur                      | Pos                          |
| 151                                  | Katie Hall                   | 7e                           |
| 152                                  | Elizabeth Banks              | 62e                          |
| 153                                  | Rushlee Buchanan             | HD                           |
| 154                                  | Lauretta Hanson              | HD                           |
| 155                                  | Leah Thomas                  | 24e                          |
| 156                                  | Janelle Cole                 | HD                           |
| Directeur sportif : Rachel Hedderman |                              |                              |

| Movistar MOV                          | Movistar MOV                | Movistar MOV |
| ------------------------------------- | --------------------------- | ------------ |
| Num                                   | Coureur                     | Pos          |
| 161                                   | Margarita Garcia            | 13e          |
| 162                                   | Alicia Gonzalez             | HD           |
| 163                                   | Malgorzata Jasinska (route) | 36e          |
| 164                                   | Lorena Llamas               | 32e          |
| 165                                   | Eider Merino (route)        | 25e          |
| 166                                   | Lourdes Oyarbide            | 52e          |
| Directeur sportif : Jorge Sainz Unzue |                             |              |

| Trek-Drops DRP                     | Trek-Drops DRP   | Trek-Drops DRP |
| ---------------------------------- | ---------------- | -------------- |
| Num                                | Coureur          | Pos            |
| 171                                | Tayler Wiles     | 17e            |
| 172                                | Eva Buurman      | 56e            |
| 173                                | Anna Christian   | HD             |
| 174                                | Kathrin Hammes   | 54e            |
| 175                                | Hannah Payton    | AB             |
| 176                                | Elizabeth Holden | HD             |
| Directeur sportif : Nicolas Marche |                  |                |

| Valcar-PBM VAL                    | Valcar-PBM VAL    | Valcar-PBM VAL |
| --------------------------------- | ----------------- | -------------- |
| Num                               | Coureur           | Pos            |
| 181                               | Asja Paladin      | 33e            |
| 182                               | Dalia Muccioli    | HD             |
| 183                               | Silvia Pollicini  | HD             |
| 184                               | Alessia Vigilia   | HD             |
| 185                               | Chiara Zanettin   | HD             |
| 186                               | Ilaria Sanguineti | AB             |
| Directeur sportif : Davide Arzeni |                   |                |

| Cogeas-Mettler CGS                  | Cogeas-Mettler CGS         | Cogeas-Mettler CGS |
| ----------------------------------- | -------------------------- | ------------------ |
| Num                                 | Coureur                    | Pos                |
| 171                                 | Mariia Novolodskaia        | 26e                |
| 172                                 | Evgenia Augustinas         | AB                 |
| 173                                 | Elise Chabbey              | 44e                |
| 174                                 | Antri Christoforou (route) | 31e                |
| 175                                 | Yelyzaveta Oshurkova       | 40e                |
| 176                                 | Edwige Pitel               | 15e                |
| Directeur sportif : Luc Hugentobler |                            |                    |